# Angelina Ortolani
Maria Angela Ortolani (Bergamo, 10 maggio 1834 – Ardenza, 1913) è stata un soprano italiano.

## Biografia
Angela (o Angelica, o Angelina) Ortolani compì gli studi presso il conservatorio di Milano nella classe di Francesco Lamperti, su incitazione di Gaetano Donizetti, che l'aveva affidata prima al Forini.
Debuttò nel 1853 al Teatro Sociale di Bergamo, nella Parisina di Donizetti. Nel 1857 avviò una carriera internazionale, esibendosi a Madrid e Londra; nel 1859 era a Barcellona. A partire da quest'anno, si esibì quasi sempre con il marito, il tenore Mario Tiberini, sposato l'anno precedente; furono al Teatro alla Scala di Milano, al Regio di Torino, al San Carlo di Napoli, al Covent Garden di Londra, alla Wiener Staatsoper.
Nonostante si fosse ritirata dalle scene nel 1876, si esibì ancora saltuariamente: cantò nei Puritani di Vincenzo Bellini a Madrid nel 1879, e a Bergamo nel 1884 cantò il Barbiere di Siviglia.
Nell'atrio del teatro Donizetti di Bergamo è collocato un busto di Angelina Ortolani, opera dello scultore Gianni Remuzzi, in occasione del centenario della nascita del soprano.